# 業州
業州（ぎょうしゅう）は、中国にかつて存在した州。現在の湖北省恩施トゥチャ族ミャオ族自治州建始県に設置された。
南北朝時代、北周により設置された。605年（大業元年）、隋代により廃止され、その管轄区域は亭州に移管された。

## 下部行政区画
- 軍屯郡
  - 建始県